# Faliczy
Faliczy (biał. Фалічы; ros. Фаличи) – stacja kolejowa w miejscowości Razjezd Falіczy, w rejonie starodoroskim, w obwodzie mińskim, na Białorusi. Położona jest na linii Osipowicze – Baranowicze.
Przed II wojną światową mijanka.